# Hyalyris ferreirai
Hyalyris ferreirai är en fjärilsart som beskrevs av Abel Dufrane 1948. Hyalyris ferreirai ingår i släktet Hyalyris och familjen praktfjärilar. Inga underarter finns listade i Catalogue of Life.